# Serpaize
Serpaize – miejscowość i gmina we Francji, w regionie Owernia-Rodan-Alpy, w departamencie Isère.
Według danych na rok 1990 gminę zamieszkiwało 1159 osób, a gęstość zaludnienia wynosiła 99 osób/km² (wśród 2880 gmin regionu Rodan-Alpy Serpaize plasuje się na 699. miejscu pod względem liczby ludności, natomiast pod względem powierzchni na miejscu 995.).